# Fra Angelico : Dissemblance et figuration
 (septembre 2017).
Si vous disposez d'ouvrages ou d'articles de référence ou si vous connaissez des sites web de qualité traitant du thème abordé ici, merci de compléter l'article en donnant les références utiles à sa vérifiabilité et en les liant à la section « Notes et références ».
Fra Angelico : Dissemblance et figuration est le titre d'un ouvrage, édité pour la première fois en 1990, du philosophe Georges Didi-Huberman.
Au long d'une enquête minutieuse,  par une interprétation inédite et surprenante de l'œuvre picturale de Fra Angelico, l'auteur porte un regard nouveau sur la peinture de la Renaissance italienne.
Au beau milieu du Quattrocento, c'est-à-dire en plein siècle des renaissants, Alberti le grand théoricien de la perspective, et Masaccio, promoteur du réalisme en peinture, l'œuvre de Fra Angelico, notamment les fresques décorant l'entrée du corridor et toutes les cellules du couvent San Marco, étonne  par son caractère éminemment dévotionnel et son orientation strictement théologique.  Devant cette œuvre, tout imprégnée des mystères de Dieu et de l'Incarnation, l'auteur propose de « renoncer à comprendre l'histoire de la peinture de la Renaissance comme une histoire de la conquête des ressemblances ».
Ce livre est composé de la réunion de deux essais distincts consacrés à l'œuvre de Fra Angelico.
Au cours d'une première partie, intitulée « Couleur du mystère », l'auteur développe son interprétation du statut de la figure chez Fra Angelico, à travers les thèmes du mystère, du « quadruple sens » et de la dissemblance. Le peintre a su concilier une grande évidence figurative avec une « extraordinaire subtilité figurale ».
Pour pénétrer ce  monde de la renaissance monastique et ces significations disparues et archivées, l'auteur va se réapproprier le regard dévot des contemporains de Fra Angelico, par un travail sur les  œuvres des grands théologiens du Moyen Âge à savoir Albert le Grand et saint Thomas d'Aquin, qui l'ont nourri, ainsi qu'une familiarité érudite avec le Livre des Sentences (1152) de Pierre Lombard et La Légende dorée de Jacques de Voragine.

## Le contexte

### LeQuattrocento, le siècle d'Alberti et de Masaccio
Ce siècle voit éclore de nouvelles techniques dans la peinture (sfumato) et les fresques, mais aussi une nouvelle représentation du monde, plus proche de l'homme et s'éloignant de la Sainte Trinité, de la religion et la gloire de Dieu qui étaient jusque-là, les seuls thèmes artistiques. C'est la naissance de l'humanisme : pensée de la dimension de l'homme dans l'univers, en tant que figure centrale, en lieu et place de la divinité.  Ce Quattrocento, dit siècle d'Alberti et de Masaccio est le siècle « de la reconquête des apparences de la « vie », celui de la perspective, de la peinture d'histoire et de la précision mimétique ». La peinture de Fra Angelico, pétrie de religiosité, va y apparaître tout à fait à contre-courant.

### Le climat culturel chez les frères dominicains
L'auteur insiste sur l'« impressionnante culture »  classique et scolastique de ces frères  pour lesquels l'eruditio,  constitue la base du noviciat (p. 32). Le Couvent San Marco venait d'autre part de se doter d'une bibliothèque dans laquelle Fra Angelico pouvait à loisir relire les grands textes de son Ordre.
Pour ces moines, à la suite du péché originel, « l'homme a perdu toute ressemblance à Dieu, il n'est plus Imago Dei. L'image en lui est déformée, flétrie, décolorée, obscurcie, brisée ». L'homme réside avec les choses, dans la regio dissimilitudinis,  région de la dissemblance (p. 77).  Seule la partie spirituelle de l'âme demeure apte à connaître et à aimer Dieu, alors que partout ailleurs cette « Image de Dieu » est « brisée », ses fragments disséminant ou diffusant une ressemblance « non spécifique » selon l'expression de Thomas d'Aquin. Ce « bris d'image » Thomas le nommera vestigium (p. 79).

### Fra angelico peintre dévot
Pour un dominicain de cette époque, peindre est une « œuvre pie ». C'est sur cette dévotion que le dominicain réglait sa vie quotidienne. La peinture de Fra Angelico n'a pas cherché à enseigner ce que les moines savaient tous déjà, mais à produire quotidiennement, à travers toutes ses figures,  la « mémoire » de ce qui est pour le chrétien le grand « mystère », à savoir, celui de l'Incarnation.
On comprend que son mode propre d'efficacité ne se situe pas dans l'histoire contée ou dans l'imitation de la réalité. Une telle peinture est toute tendue vers l'espérance et la béatitude(p. 48). Comme toute la peinture du « Moyen Âge », elle se veut « opératoire », c'est-à-dire, selon un type de dévotion, que Thomas d'Aquin définissait comme contemplatio, qu'il s'agit de comprendre non comme une disposition psychologique, mais sous la défiguration, comme « l'acte de voir Dieu en soi »(p. 44).
Pour saisir l'intention profonde du peintre « il faut outrepasser l'évidence iconographique de la figure et du sens » et ne pas suivre l'opinion de l'historien d'art Michael Baxandall qui ne veut voir en Fra Angelico « qu'un peintre enjoué, dévot et doué de la plus grande aisance [...]  (autrement dit), un imagier attardé dans l'humanisme florentin du Quattrocento »(p. 41). Ce qui se joue dans le choix des thèmes, la disposition des figures, les lieux et même les couleurs (prédominance de blanc et de rouge), c'est une perpétuelle invocation de la pensée théologique.

## L'iconographie du mystère

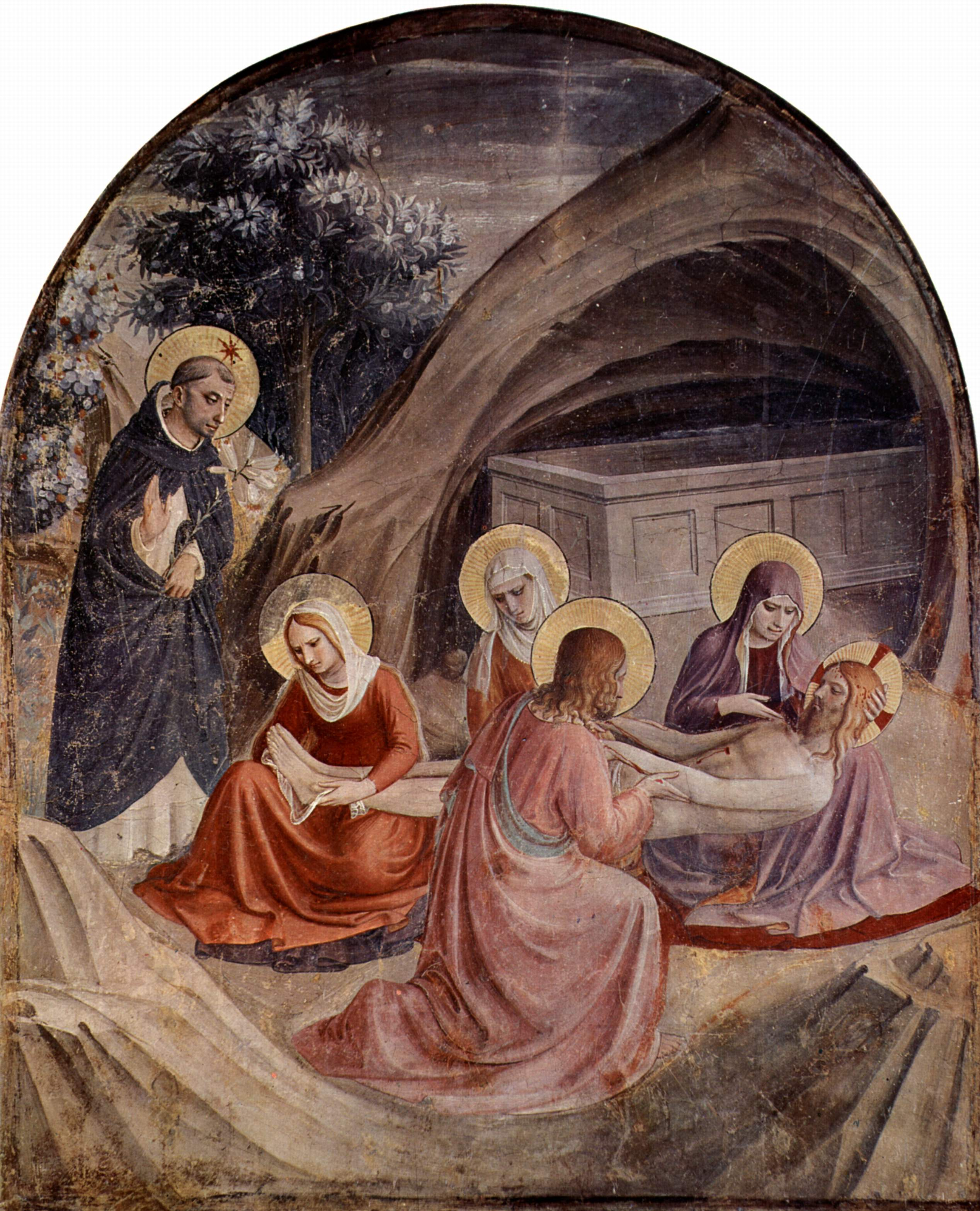
Cellule 2 Lamentation du Christ
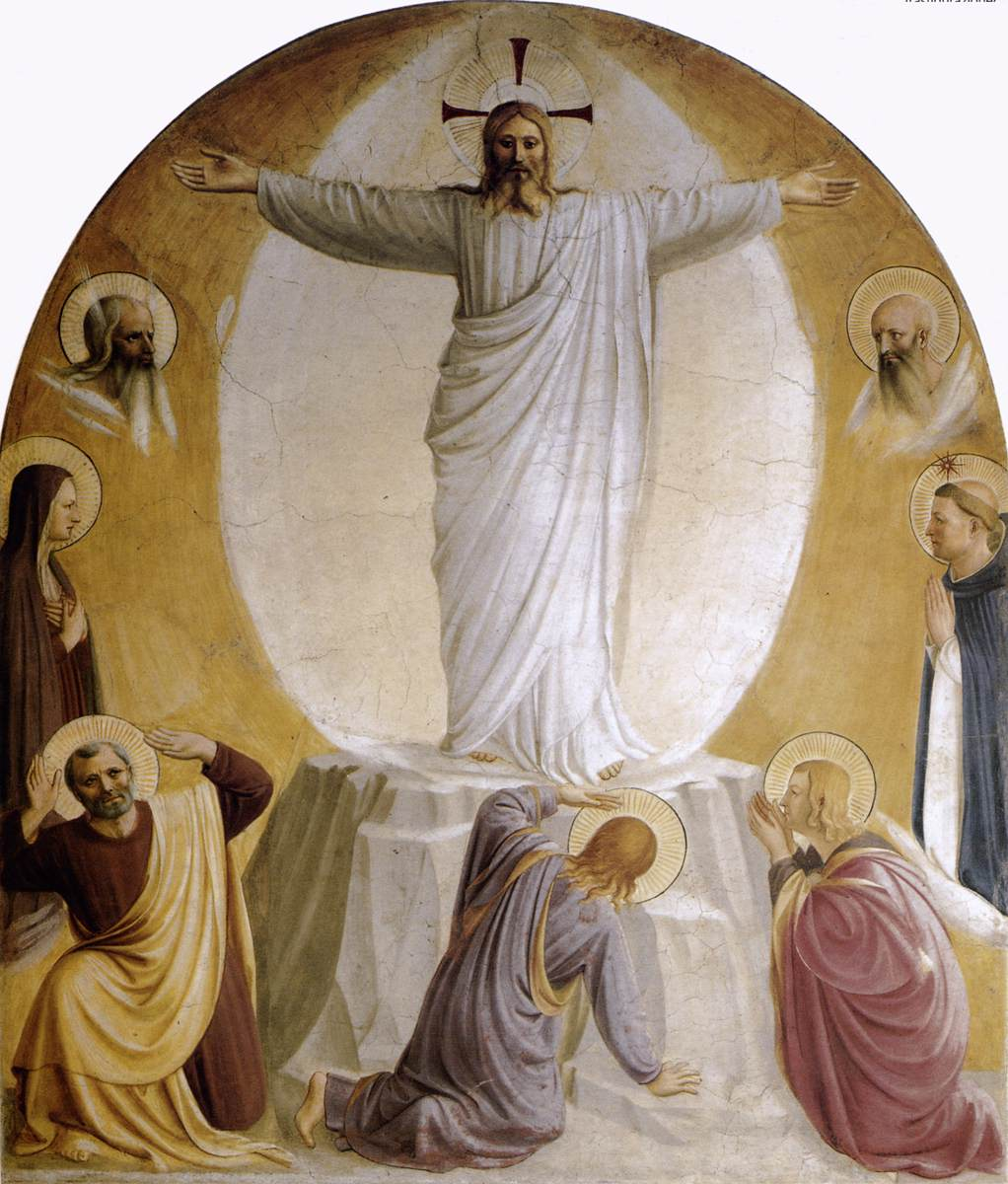
Cellule 6 Transfiguration
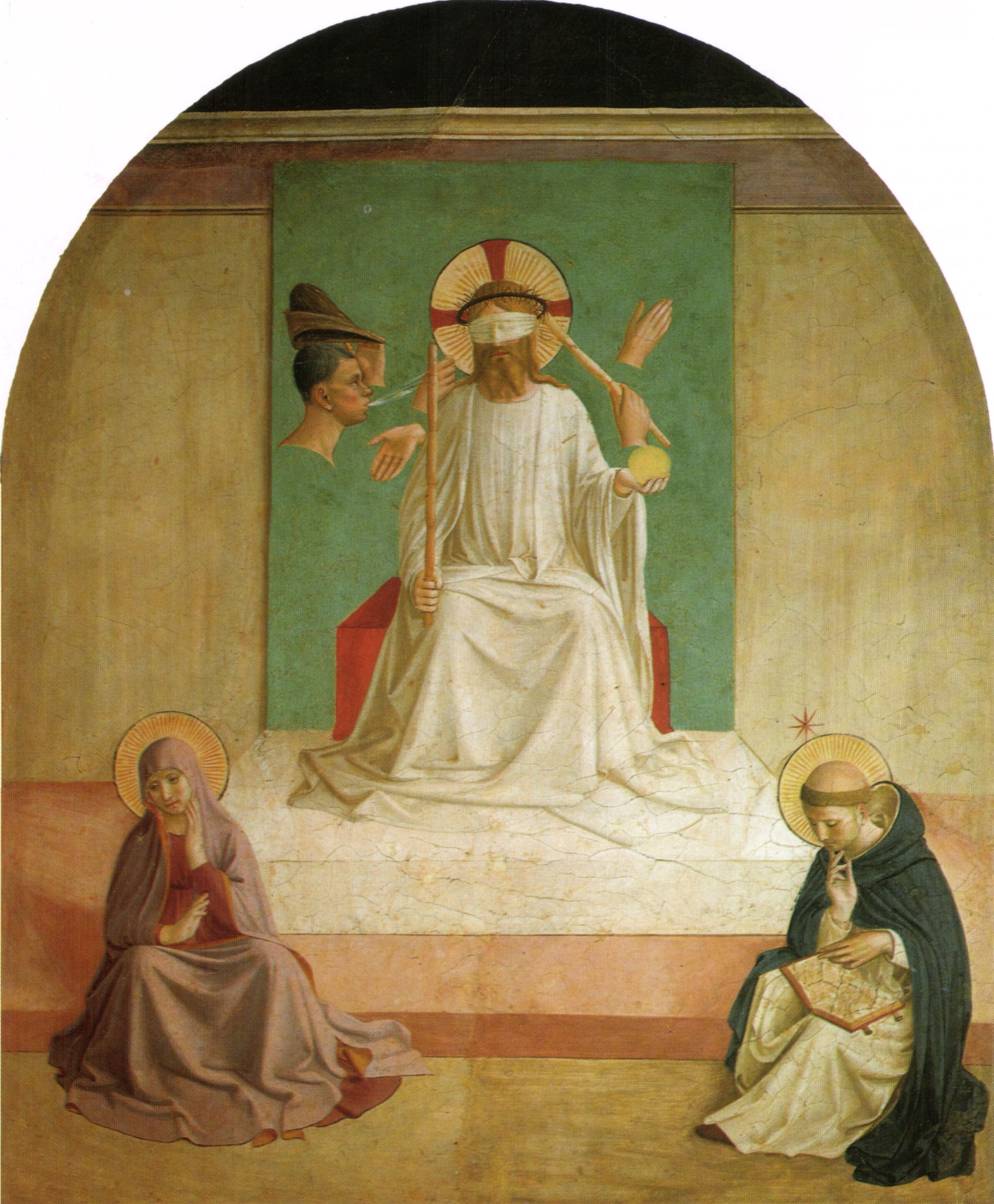
Cellule 7 Dérision du Christ
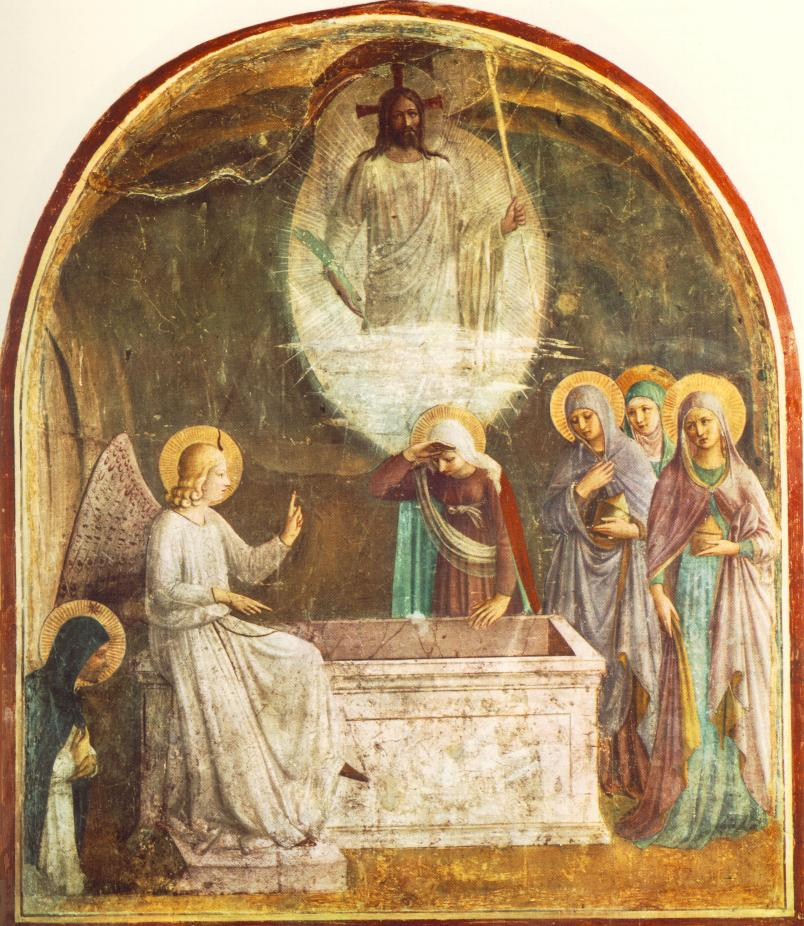
Cellule 8 Résurrection et Femmes au tombeau
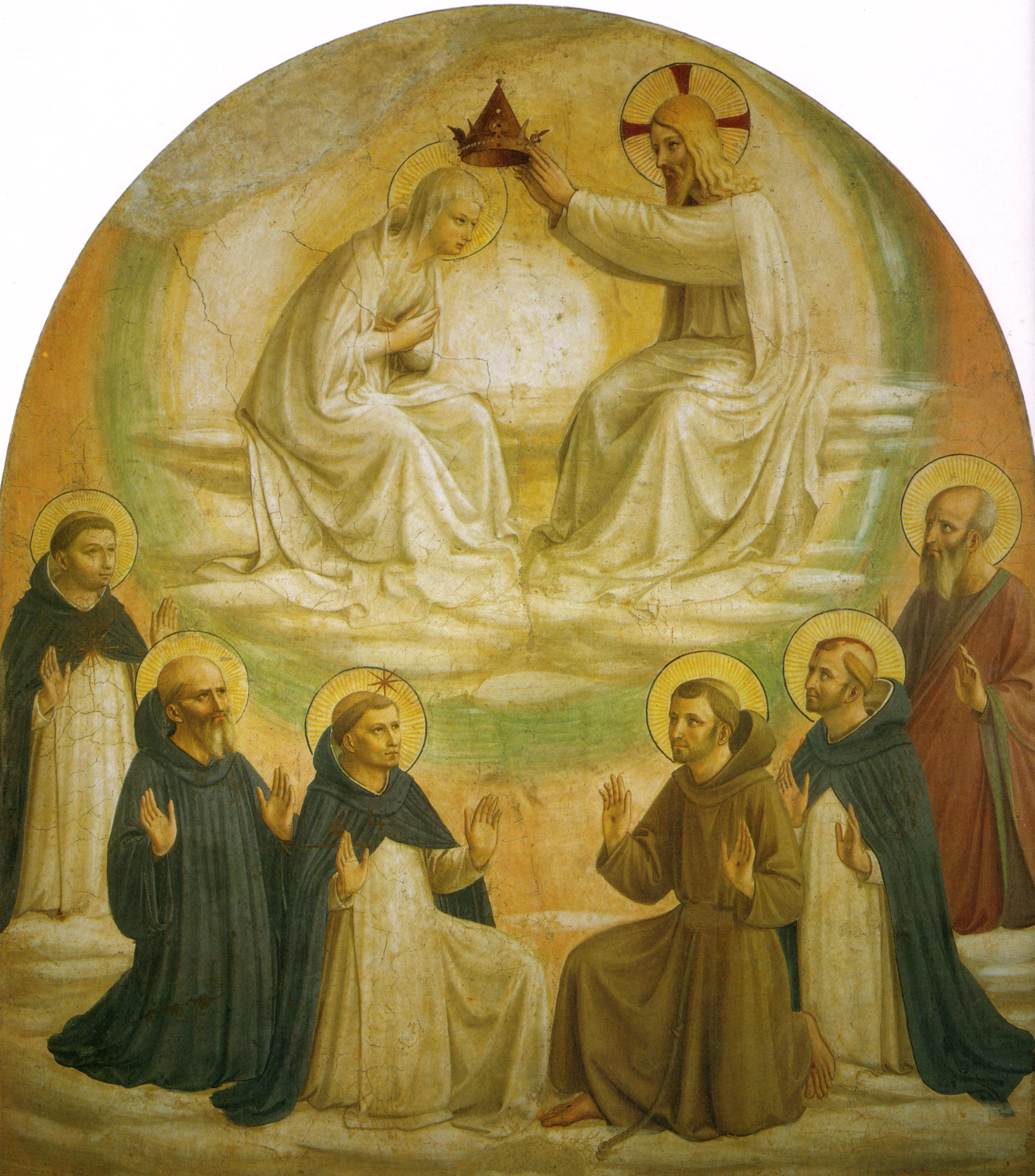
Cellule 9 Couronnement de Marie
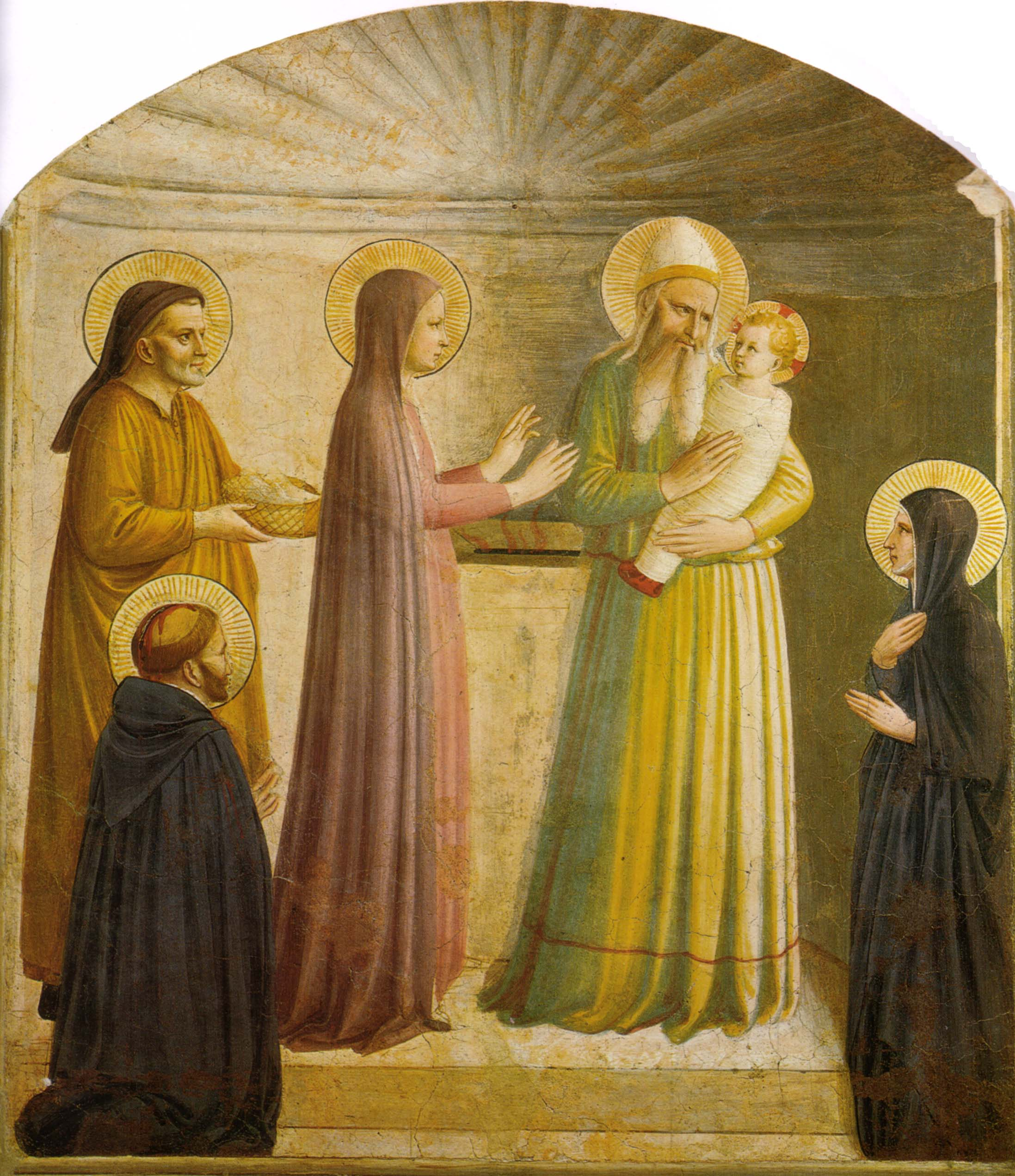
Cellule 10 Présentation au Temple
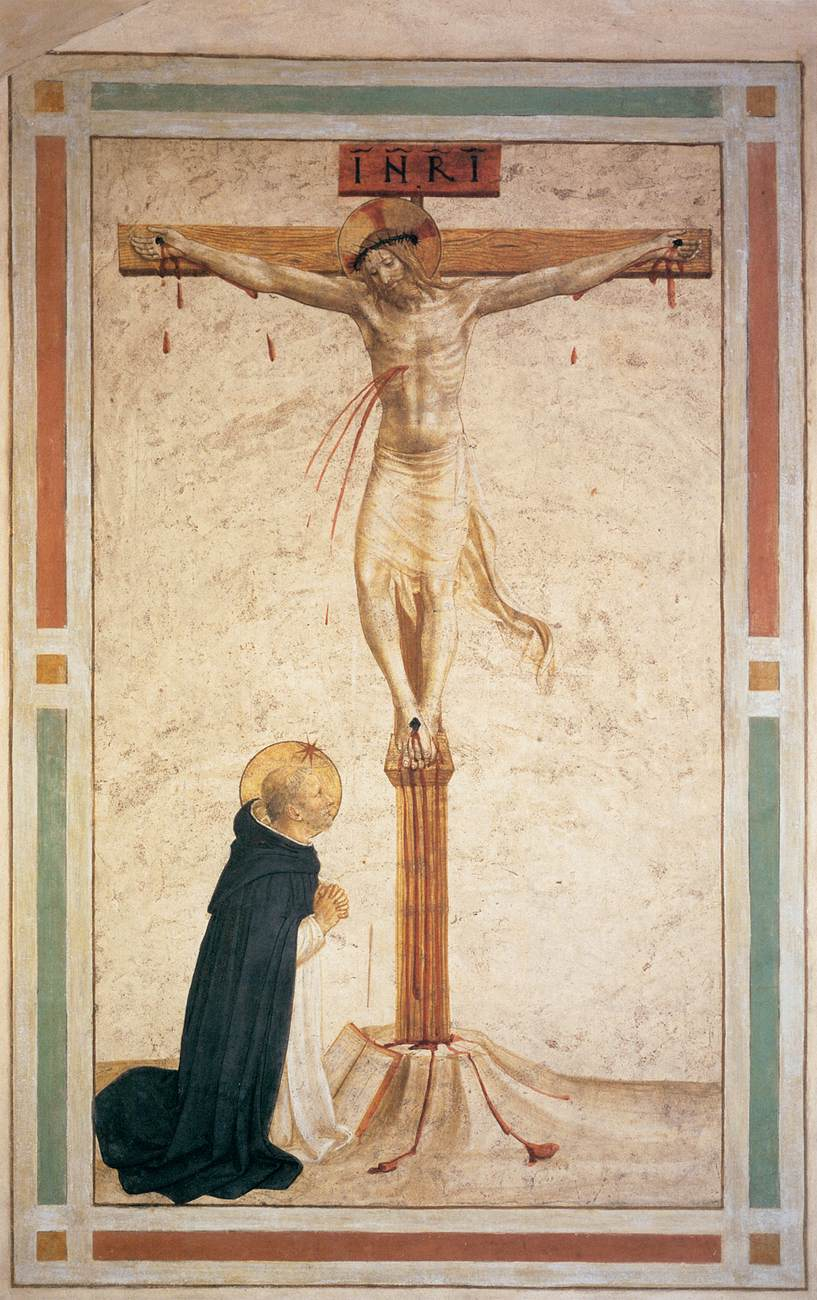
Cellule 17 Crucifixion avec saint Dominique
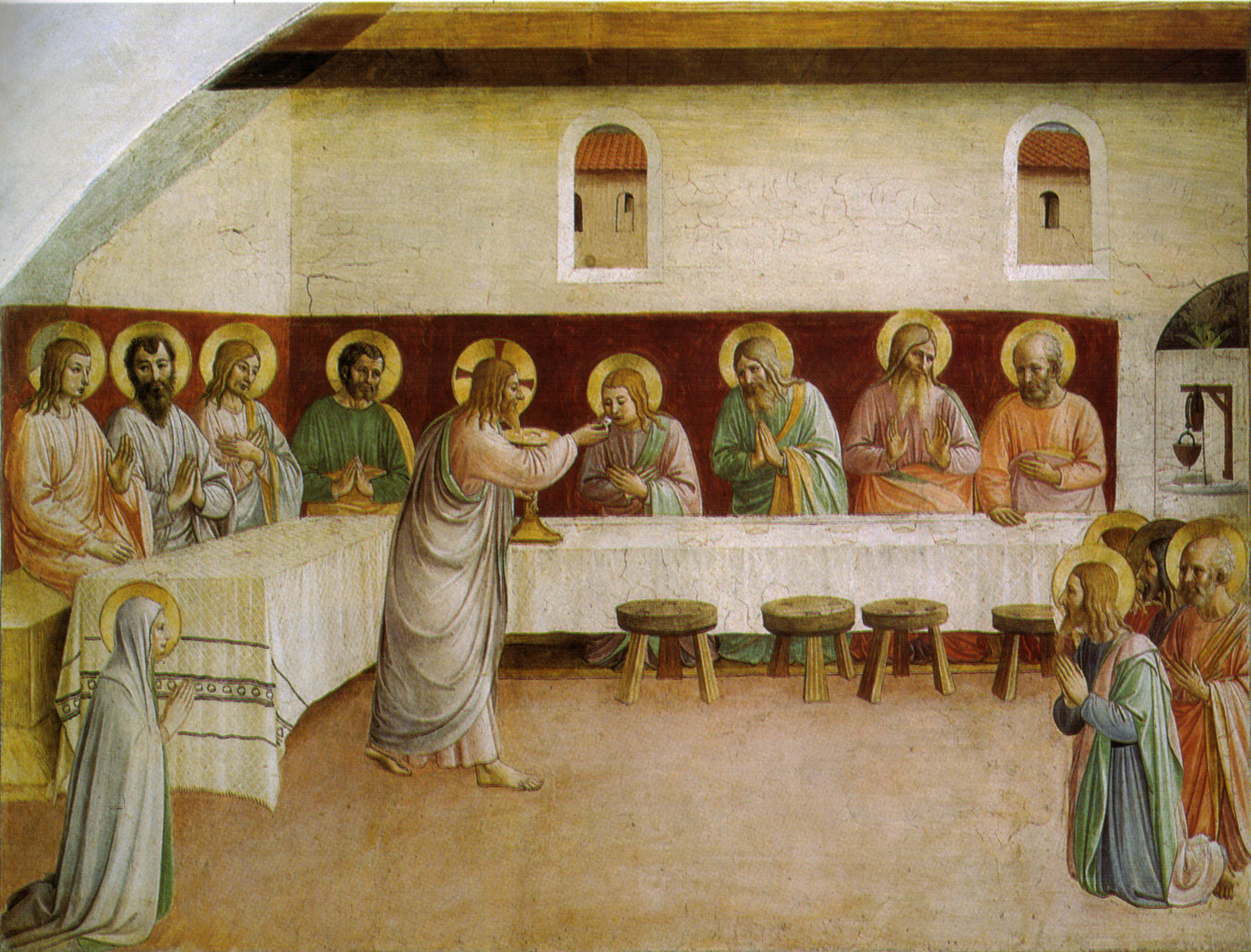
Cellule 35 Communion des Apôtres
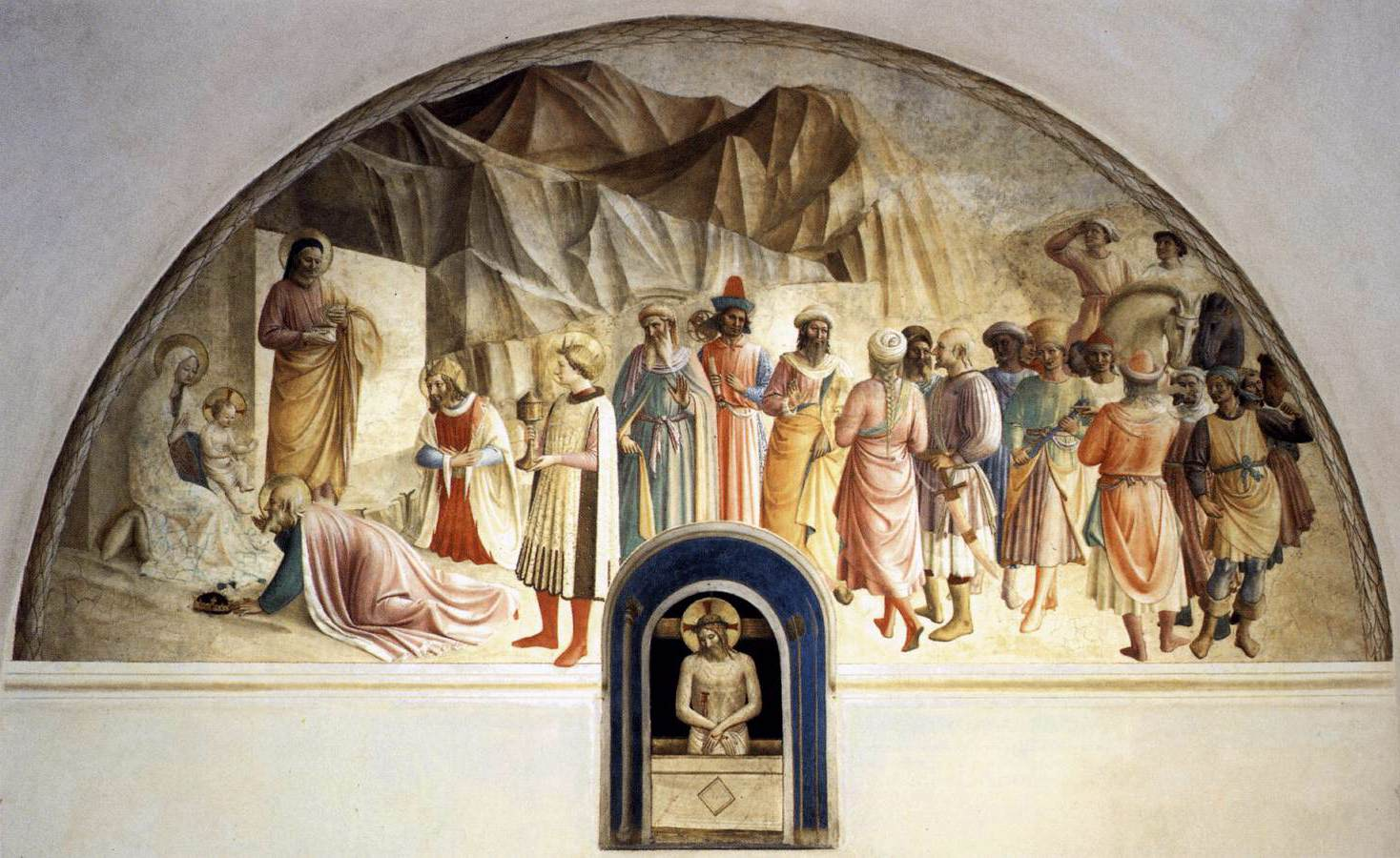
Cellule 39 Adoration des mages

### Figure et exégèse
« Fra Angelico peignait surtout des figurae au sens latin et médiéval, c'est-à-dire des signes picturaux pensés théologiquement, des signes conçus pour représenter le mystère dans les corps au-delà des corps, le destin eschatologique au-delà de l'histoire le surnaturel dans l'aspect visible et familier des choses, au-delà de l'aspect [...] Ces figures appartiennent au monde de l'exégèse » (p. 16). 

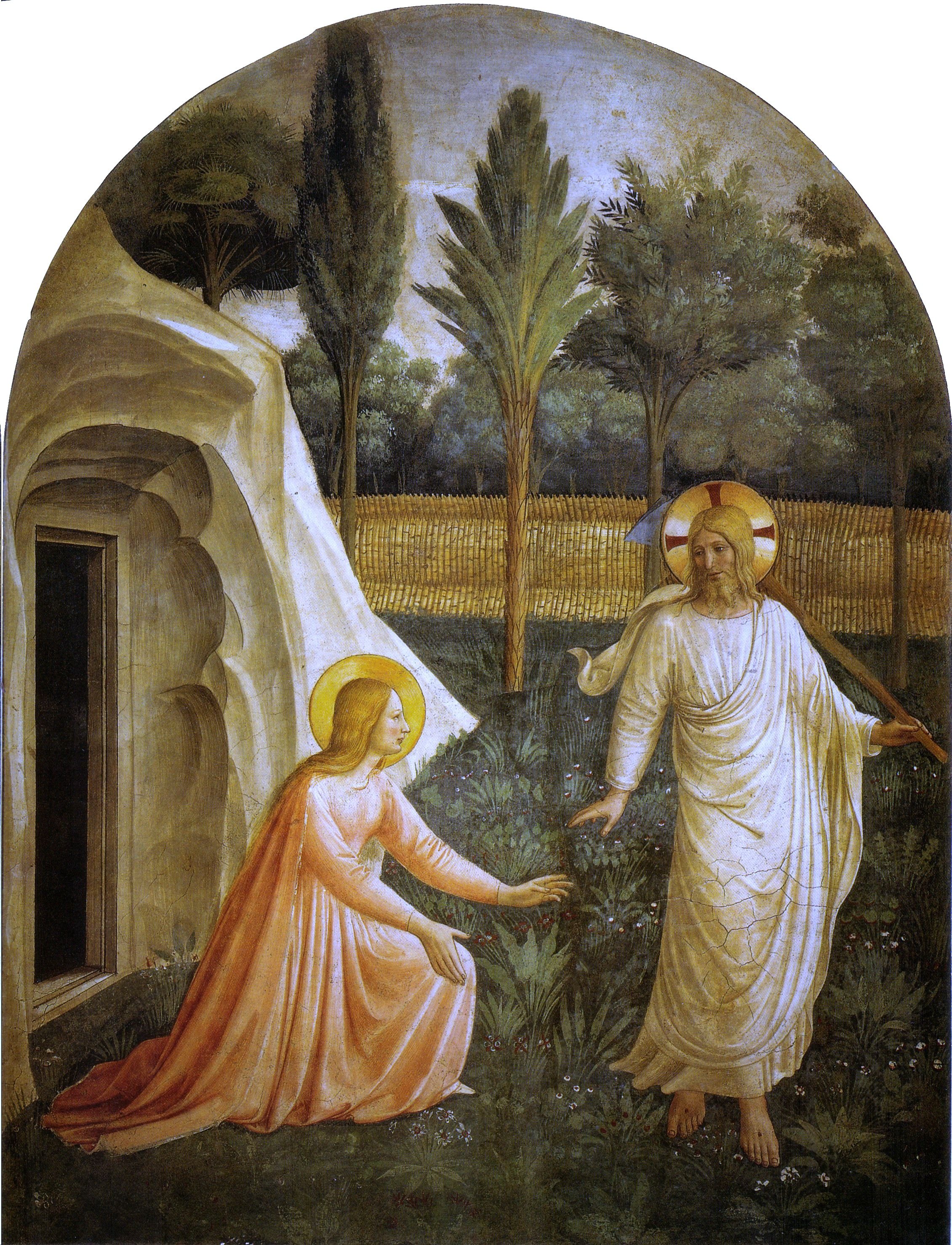
Angelico, Noli me tangere.

L'auteur note par ailleurs, que Fra Angelico, comme Giotto et Lorenzetti, ne se contente pas de mettre des images sur des exégèses textuelles préexistantes, il a su aussi faire preuve personnellement, d'inventivité exégètique « en multipliant les mille et un réseaux du sacré [...]. L'exégèse d'une histoire biblique s'épanouit comme un jeu de cheminements et d'associations capables de nous conduire hors de l'histoire elle-même, vers la profondeur morale, ou doctrinale, ou mystique, de son sens figuré ». Basée sur des rapports établis entre choses ou images bibliques qui ne sont ni naturels, ni logiques, ni dans l'ordre des ressemblances visibles, « l'exégèse tire l'ordre naturel vers celui du mystère, l'ordre logique vers l'équivoque et l'ordre visible vers celui des dissemblances » (p. 17).

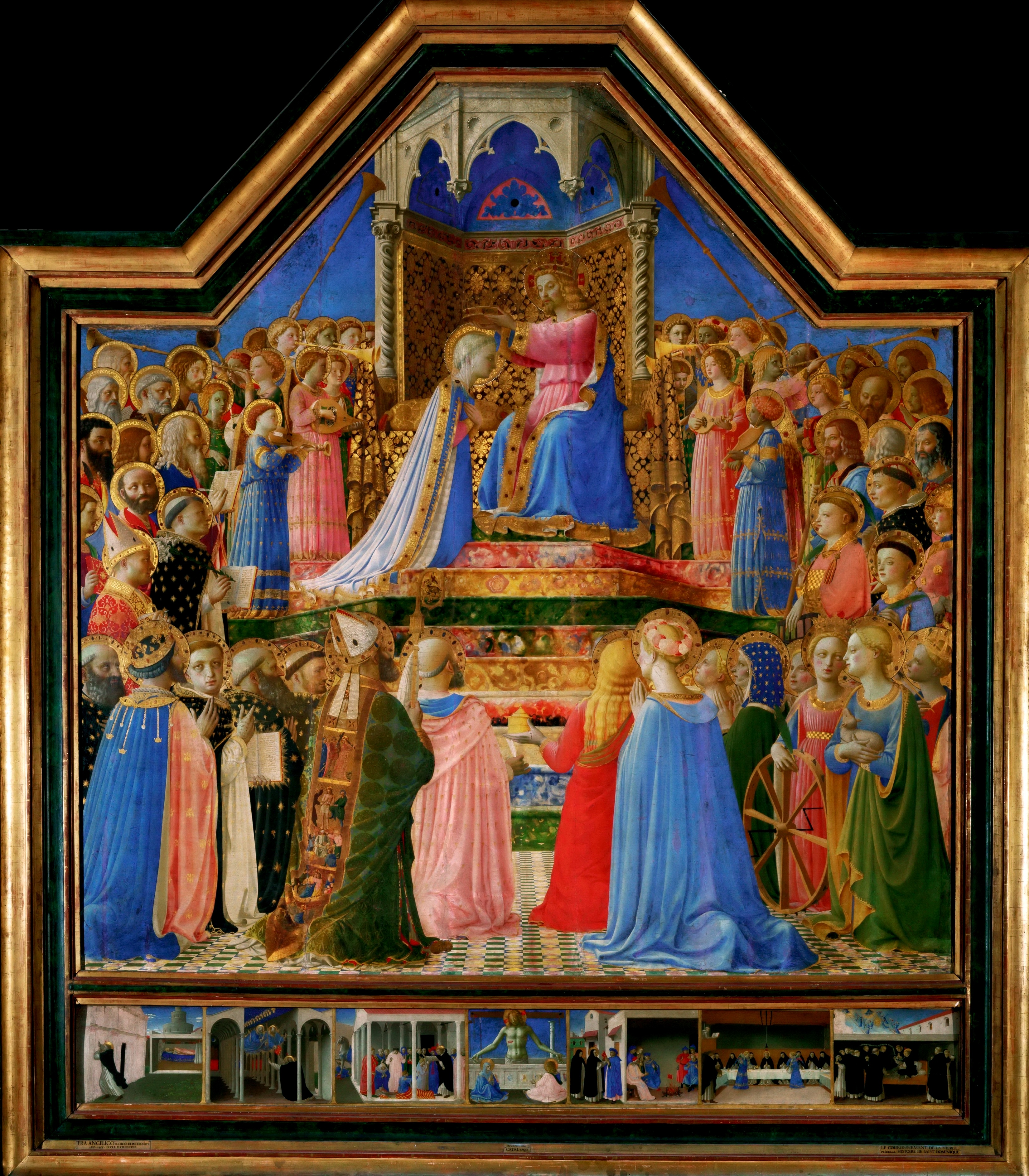
Fra Angelico, Le Couronnement de la Vierge.

L'auteur prend l'exemple de la fresque de la cellule no 1, sur laquelle il distingue d'abord les deux figures conventionnelles de Jésus ressuscité et de Marie-Madeleine (enrichies d'attributs supplémentaires), saisies, conformément au récit évangélique (son histoire), devant le tombeau vide, scène bien connue, au cours de laquelle, Jésus repousse la femme avec ces trois mots célèbres  Noli me tangere (ne me touche pas) (p. 29). On se croit quitte de tout examen supplémentaire devant l'évocation du miracle de la résurrection, sauf que la représentation du Christ ne laisse pas de surprendre, son air hiératique, l'inversion des pieds, leur centralité à laquelle s'ajoutent la dissémination de pigments rouges sur le vert du pré, autour du pied et de la main, qu'accompagnent trois petites croix sanglantes, presque invisibles, entre les personnages. Pour l'auteur, « il paraît évident que la fresque vise à signifier au-delà de son histoire et des attributs iconographiques académiques courants » (p. 39).
Didi-Huberman s'interroge aussi, longuement sur la signification d'une partie peinte, dans le corridor, négligée par tous les criiques d'art, parties situées sous La Madone des ombres, composée de quatre panneaux, se donnant l'apparence de marbre, les marmi finti. L'auteur en veut pour preuve qu'une telle surface bariolée n'est pas un simple à côté négligeable mais que de telles zones multicolores s'inscrivent bien souvent dans ce qui est centralement à contempler, et à méditer, comme dans de nombreux retables où le lieu de la Vierge est traité de manière bariolée ou alvéolée l'apparentant à une surface marbrée, tels les marches du Couronnement de la Vierge du peintre florentin au Louvre (p. 55). L'auteur note l'association fréquente du thème de la « Vierge » et donc de l'« Incarnation » avec le marbre (p. 56).

### Les quatre sens de l'Écriture
Avec l'Incarnation, le peintre se voit confronté au défi le plus extraordinaire qui soit, à savoir, la figuration d'un paradoxe dont Saint Bernardin de Sienne donne la formulation qui suit : par l'Incarnation « l'éternité vient dans le temps, l'immensité dans la mesure, le créateur dans la créature, l'infigurable dans la figure, l'inénarrable dans le discours, l'inexplicable dans la parole, l'invisible dans la vision » (p. 57). Tout le Moyen Âge a considéré la Bible, moins comme une suite d'événements, que la préfiguration de ce qui devait les suivre. Le peintre dévot doit lui aussi par ses « figures » « ouvrir le sens sur l'admirable profondeur de l'Écriture sacrée » pour que de cette profondeur (sa matière), soit « correctement diffractée, comme le fait un cristal avec la lumière » (p. 65). Dans cet esprit il peut s'appuyer sur la matrice conceptuelle du « quadruple sens de l'Écriture » à savoir, partir de l'histoire pour faire signe vers le sens spirituel caché de l'allégorie, de la tropologie et de l'anagogie à travers les ressources de la dissemblance, de la défiguration, des vestiges, du fond et de la couleur (p. 66).
L'Écriture sacrée était le monde sémiotique de Fra Angelico qui ne cherchait pas la vérité historique, n'hésitant pas, par exemple, à représenter saint Dominique auprès de la « Vierge ». Ce qui lui importait lorsqu'il peignait des événements de l'Écriture sacrée, c'était d'en faire ressortir « l'admirable profondeur » en en multipliant le sens scripturaire, choisissant des histoires douées d'allégorie, de tropologie et d'anagogie (p. 73).

### Dissemblance et défiguration
D'origine platonicienne, l'expression « région de la dissemblance », a connu un certain succès au Moyen Âge chrétien, à la suite de sa reprise, dans les Confessions,  par saint Augustin dans le texte célèbre « Et je me suis trouvé loin de « Toi » dans la région de la dissemblance » . Avec le christianisme la dissemblance, de dissemblance à soi-même qu'elle était chez Platon, est devenue dissemblance à Dieu. Dans cette optique, le peintre théologien qu'est Fra Angelico retient que « le semblable nous trompe » et que, seul l'invraisemblable, le grotesque voire le dérisoire comme le ver  de terre pour signifier Dieu, peut approcher la vérité divine,.
La dissemblance concerne tous les êtres créés et particulièrement l'homme qui a perdu avec le péché originel son statut d'être conçu à l'image de Dieu (Imago Dei). Toutefois, cette image concentrée au point le plus élevé de l'âme, même obscurcie et flétrie, persiste en l'homme, de telle manière que la voie du salut existe qui consiste à marcher « anagogiquement » en vue de l'image pour atteindre son entière restauration (p. 79). L'attitude du peintre devra être empreinte d'humilité car il sait, y compris quand il peint le Christ,  « que ce qu'il peint n'est pas cela », ce qu'il a en vue et que la relation authentique d'image à laquelle il aspire, gît ailleurs (p. 81). « L'esthétique de Fra Angelico est une esthétique de l'image à venir, une esthétique qui se sait imparfaite ». À travers cette conception de l'image dissemblable  les quatre panneaux bariolés, les marmi fonti, de La Madone des ombres, issus d'une pluie de taches bigarrées vont devenir pour l'auteur, au long d'un développement important, une figure de l'irreprésentable et le « mode opératoire » d'une conversion intérieure (p. 91).
Jusqu'ici, note Didi-Huberman, seule la partie supérieure de cette fresque a bénéficié de l'attention des commentateurs. « Sans doute faut-il y voir l’effet du préjugé figuratif d’une histoire de l’art qui, jusqu’à aujourd’hui, n’a eu de cesse de faire de l’iconographie une rhétorique, et qui n’a jamais pu concevoir la peinture, en particulier celle de la Renaissance, autrement que comme un texte en image, l’illustration lisible d’un récit biblique, dans une figuration mimétique du monde sensible ». Après s'être assuré de l'unité de ces panneaux mystérieux avec la partie supérieure de l'œuvre, l'auteur remarque que chez ce peintre la présence de ces zones colorées, de ces marbres feints, courante, est le plus souvent associée, au thème de la Vierge, celle-ci étant elle-même selon la formulation thomiste « la cause matérielle de l'incarnation du Verbe » (p. 56)

### La dialectique du Dissemblable

#### La Mémoire
Peindre des fleurs dans un pré ou deux saints personnages dans un épisode connu de l'Évangile ne suffisent pas pour produire la « mémoire d'un mystère » (p. 48). « Comme Dieu est la cause de tout, ce qu'il y a lieu de rechercher, pour le peintre dévot, c'est à travers l'aspect des choses, l'image de Dieu au-delà de la défiguration passagère des choses ».

#### Le Destin
La notion de figure est une notion temporelle, elle permet d'établir des connexions signifiantes entre des choses différentes éventuellement séparées dans le temps (p. 96). L'auteur prend l'exemple de la « pierre » qui signifie le « Christ » dans le temps présent de sa naissance, mais aussi dans le temps passé (p. 95). La pierre est la figure métaphorique du Christ. De même l'« Annonciation » possède-t-elle,  à la fois valeur mémorative et préfigurative : « elle raconte un présent (l'instant de l'Incarnation), commémore un passé (l'origine de toute chair), et anticipe une fin (la mort du Christ sur la croix) » (p. 120). Dans cette peinture la visibilité prend sa valeur non pas de ce qui s'y montre mais de l'attente d'une visibilité qu'elle ne montre pas.

#### La Présence

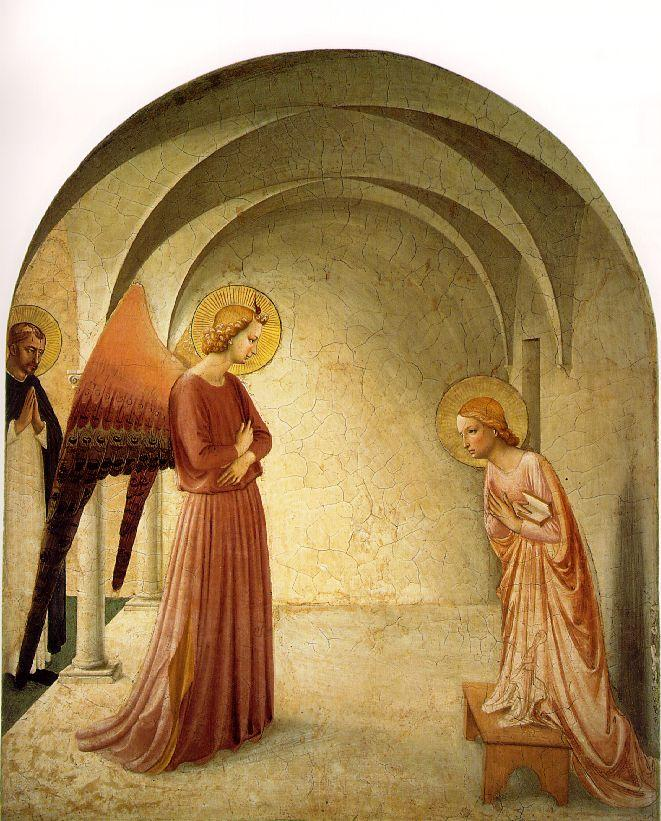
Annonciation cellule 3

Rien ne saurait prétendre « ressembler » au divin, ou en imiter la figure. Seules « les images déraisonnables, écrit Denys l'Aréopagite, élèvent mieux notre esprit que celles qu'on forme à la ressemblance de leur objet ». Seules les images dissemblables, abdiquant la prétention de représenter, gagnent la faculté de manifester. Il vaut mieux figurer Dieu comme un ver de terre que comme un roi, déclare  Denys.

#### Le lieu, le fond et la couleur
À rebours des analystes classiques, l'auteur attache de l'importance au traitement du lieu par le peintre. Pour un peintre dominicain du Quattrocento le « lieu » ne se résume pas, comme pour nous, à être un simple contenant d'une signification exclusivement supportée par les figures.  Albert le Grand dans sa théorie de la genèse des formes avait déjà fait du lieu « quelque chose qui possède par lui-même une certaine puissance (dynamis), constat qui l'a amené à faire une critique véhémente de ceux qui soutiennent que le lieu n'apporte rien aux figures » (p. 34).
Dans l'Annonciation de la cellule 3, par exemple, le traitement du lieu par l'artiste joue manifestement un rôle fondamental pour compenser l'extrême simplicité des personnages. L'intemporalité de la scène est accentuée par son insertion dans un espace dominé par l'effet labyrinthique découlant de la mise en perspective d'une série d'arcades. Cette mise en abyme augmente la puissance de l'image. 
Autre exemple, en attirant l'attention du lecteur sur les taches rouges, parsemées sur le pré tout autour de la main et du pied du Christ, qui peuvent être interprétées comme les stigmates  de ses plaies déposées avant son départ, sur le jardin du monde, l'auteur montre à partir de la fresque Noli me tangere combien Fra Angelico s'inscrit dans cette compréhension du lieu (p. 38). Le marbre mais aussi la couleur blanche.

## L'Au-delà de l'histoire avec les annonciations

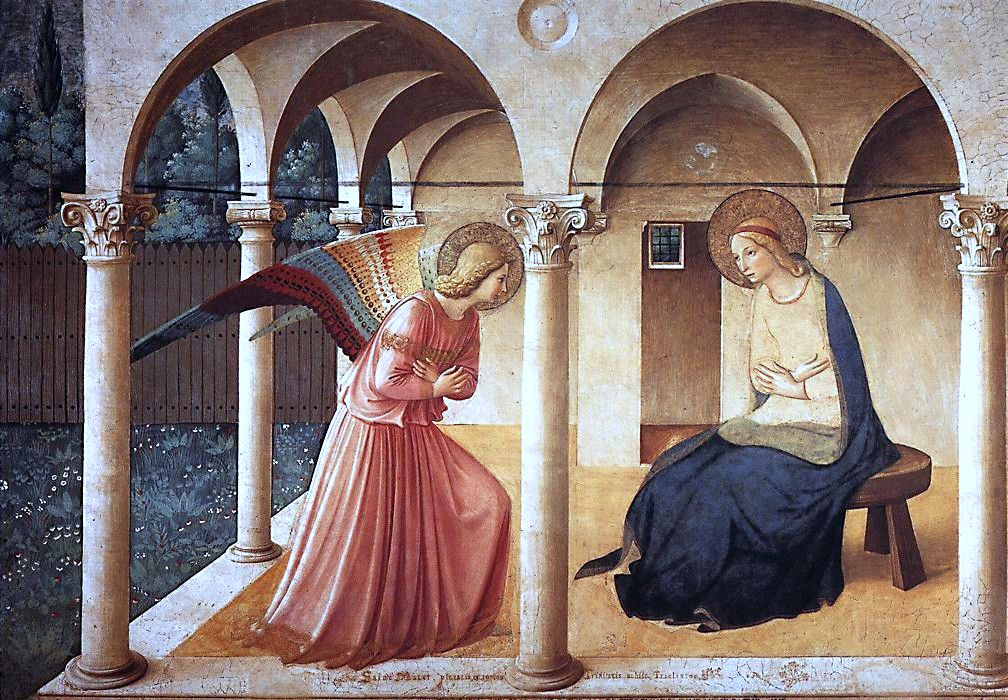
L'Annonciation du corridor, couvent San Marco (fig. 2)

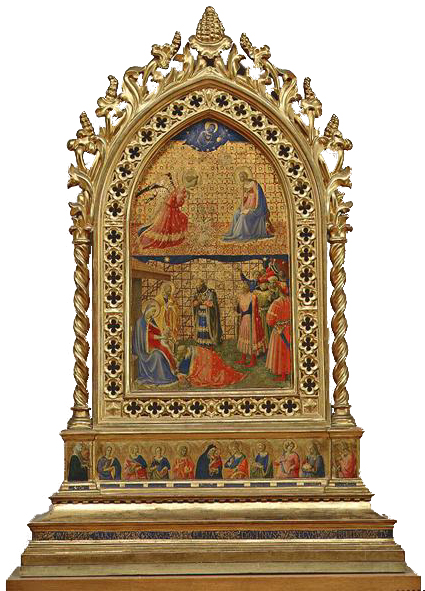
Angelico, reliquiario con annunciazione e adorazione dei magi.

### Indifférence à la construction d'uneistoria
Déjà dans l'Évangile, l'histoire de cet épisode est réduite au minimum, peu sur le temps le lieu et les personnages, une annonce mystérieuse, un acquiescement et une soumission au total, une histoire sans geste et sans réelle péripétie (p. 209-210). Délibérément réduite, l'« Annonciation » est avant tout un message. Loin d'exposer le réalisme de l'histoire, les grands exégètes, en enseignant qu'à cet instant « le Verbe divin s'incarne dans Marie, le Verbe de Dieu s'est fait chair », les docteurs du Moyen Âge n'ont fait que « renforcer la structure souveraine du mystère » (p. 211-212). 
La scène supérieure de l'Annonciation et Adoration des Mages(reliquaire de Santa Maria Novella), peinte sur fond or, montre des personnages hiératiques, sans dimension psychologique. L'espace, envahi par un fond d'or alvéolé, n'a rien de naturel. Il s'agit de s'abstraire de la réalité en éliminant toute référence à un temps ou à un lieu.
Didi-Huberman  prenant l'exemple de l'Annonciation cellule 3,  parle d'une indifférence à la construction d'une istoria, aucun détail ni artifice, deux visages bouches closes. « Fra Angelico n'a donc jamais décrit le où et le quand de l'Annonciation »(p. 221).

### Comment figurer l'infigurable?

La Anunciación, by Fra Angelico, from Prado in Google Earth

Le peintre dévot ne dispose ni de l'espace extensible de l'écrit ni du temps de parole du prêcheur, comment alors figurer un mystère une surnature, comment figurer une expectative, l'attente d'une fin de l'histoire ? s'interroge l'auteur (p. 231). Si le terme « figure » consiste à rendre compte de l'aspect visible, alors le mystère est bien in-figurable,  mais si figurer comme le comprenait et l'appliquait l'exégèse de l'Écriture sacrée, c'est donner un autre aspect, une figurabilié capable de se diffracter selon le quadruple sens alors elle devient possible (p. 233).
Selon l'auteur une triple convenance se dégage de la pratique du peintre : 
1. Une convenance scripturaire, comme quoi ce qui se joue dans l'Annonciation a déjà « été écrit »dans une prophétie  vétéro-testamentaire  du prophète Isaïe, les paroles de tout temps prononcées.
2. Une convenance avec le mystère, qui imprégnera tous les aspects de l'histoire dans ses détails et son déroulement. L'histoire elle-même n'est pas naturelle. Ce qui la détermine est à chercher ailleurs : dans la création et la perte du paradis terrestre, chez Noë, chez Abraham ou chez David (p. 225)
3. Une convenance avec sa cause finale, la fin de l'histoire[N 11]. Il s'agit de réparer la nature, effacer la dissemblance par la sacrifice du fils de Dieu qui s'incarne à cet effet (p. 28). L'Annonciation du Musée du Prado introduit explicitement la figure en retrait du couple Adam et Éve chassés du Paradis terrestre.

#### La figure est le temps
L'auteur remarque que dans Annonciation il y a annonce. L'Annonciation, théologiquement fixée un 25 mars est un nœud vers quoi convergent plusieurs temps éloignés dans l'histoire (p. 237). Les contemporains y percevaient outre l'incarnation du Verbe en Jésus Christ, nouvel Adam, la commémoration d'un passé où Dieu créa, ce même jour en mars, le premier homme. Ce même jour est celui de la chute et de la perte du Paradis terrestre. Dans l'Annonciation se rejoue tout ensemble, l'épisode originel de la création, la chute, la passion du Christ et l'espoir du salut (p. 38)
Se tenir devant un jardin de Fra Angelico nous dit l'auteur, « c'est se tenir devant un lieu qui n'immobilise rien ou n'enferme rien, mais au contraire vous fait parcourir un immense chemin mental entre le Paradis que vous avez perdu et celui que vous voudriez bien regagner, dans le lointain futur de la fin des temps » (p. 281).

#### La figure est le lieu
L'auteur remarque que si le dispositif de ce « colloque » singulier obéit au schéma universel, en plaçant la Vierge picturalement à droite, le peintre d'une manière subtile la repositionne par le jeu des arcatures, comme si elle était au centre du bâtiment . La position à droite, plus le geste de soumission souligne l'humilité de la Vierge, alors que parallèlement son repositionnement central en fait une reine, mère de Dieu, recevant en son palais, et devant laquelle à son tour, le personnage céleste s'incline (p. 270)
Si la mémoire du Paradis est explicitement évoquée dans les annonciations de Cortone et du Musée du Prado qui s'adressent aux simples fidèles, il n'en va pas de même des fresques de San Marco où les jardins offerts à la méditation des moines et notamment celui de la grande Annonciation à l'entrée du corridor de San Marco, ne sont que des lieux vides, motif accessoire au « colloque » lui-même  (p. 270). Or l'auteur suggère qu'à partir de ce lieu, parsemé de fleurs, le peintre a mis sciemment en place de nouveaux réseaux de figures exégétiques auxquels vont faire écho les autres fresques du corridor et des cellules (p. 274-275). Un premier réseau ferait de ces fleurs disséminées le symbole de Nazareth « si bien que loin d'être contenu dans l'espace réaliste de Nazareth c'est lui au contraire qui contiendrait par ces taches colorées la ville » (p. 271).
Ce jardin ne contente pas de symboliser la ville de Nazareth il virtualise aussi tous les autres jardins, tous les autres lieux et toutes les autres histoires qui constituent les fresques de toutes les cellules. « Lorsque le dominicain de San Marco se tenait ante figuram devant l'Annonciation du corridor, il ne se tenait pas devant une image isolée [..] il avait conscience que derrière lui étaient d'autres images et derrière l'image elle-même d'autres images étaient peintes »(p. 275).

#### L'exégèse fait système
Les images de Fra Angelico s'appellent exégétiquement les unes les autres au point que l'on ne peut en comprendre une sans avoir fait le tour de toutes les autres (p. 280).

## Réception de l'ouvrage
Publié pour la première fois en 1990 aux éditions Flammarion, l'ouvrage fait la suite d'un article écrit par le même auteur en 1986 sur « La dissemblance des figures selon Fra Angelico ». Il a connu plusieurs rééditions ou réimpressions dans des éditions de poche, ainsi que des traductions. Certaines notions ont été reprises par l'auteur dans des ouvrages ultérieurs, par exemple celle de « pan » chez Fra Angelico en ouverture de Devant le temps (2000).
Dans la Revue de l'Art, Laurence Gérard-Marchand critique les généralisations et simplifications du propos, en particulier concernant le symbolisme des « marbres feints ».
Daniel Arasse cite plusieurs analyses de l'ouvrage, notamment sur la possible fonction théologique des panneaux de pierre colorée comme « figure dissemblable » de la divinité incarnée, dans son ouvrage paru l'année suivante sur le thème de l'Annonciation. Plusieurs des concepts développés dans l'ouvrage ont été repris par des chercheurs de champs variés, notamment la notion de figure et de figuration avec l'interprétation des « pans » et des taches colorées qui outrepassent l'aspect figuratif, ainsi que de la distinction entre le visible et le visuel.